# Кеърнтериер
Кеърнтериерът (на английски: Cairn Terrier) е порода кучета, произхождаща от Шотландия, по-точно от шотландската планинска област Хайлендс. Принадлежи към групата на териерите и секцията на малките териери. Тя е една от най-старите работни породи кучета.

## История
Породата е използвана още от древни времена от скотите в Шотландия. По времето на крал Джеймс I тя става много популярна и се пренася във Франция. Пренесена е от капитан Маклауд на остров Скай от пристанището Дринок. Смята се за предшественик на шотландския териер и западнохайландския бял териер. Отглеждана е за лов на лисици, невестулки и видри. Американският киноложки клуб я признава през 1913 година. Кучето Тото, играещо в класическия филм Магьосникът от Оз (1939 г.), принадлежи към тази порода.

## Външен вид
Кеърнтериерът тежи между 5 и 6 кг и е висок 25 – 30 см. Има малко, но здраво телосложение и будно изражение. Козината е устойчива на външни влияния, а горната ѝ част е дълга и почти твърда. Също така има гъст и мек подкосъм. Цветът може да варира – червен, сив, тъмносив.

### Поддръжка на външния вид
Кеърнтериерът има средно ниво изисквания за поддръжка на външния вид. Нужно е два пъти в седмицата да се разресва козината и да се разтрива с мокра кърпа, за да се отстранят мъртвите косми. Нивото на линеене е ниско и може да се усили по време на някои сезони. Също така е необходима проверка на чистотата на зъбите и ноктите.

## Темперамент
Кеърнтериерът е смел, интелигентен и жизнен по характер. Той е отличен домашен любимец и компаньон. Също така е любознателен и мил, както и много енергичен и игрив и иска постоянно да се забавлява. Има слонност към лаене, което го прави добър пазач. Като цяло кеърнтериерът е енергичен, ентусиазиран и нетърпелив, но и може да бъде настоятелен и упорит, което го прави по-подходящ за хора с опит в отглеждането на кучета.
Разбира се добре с деца, особено по-големи и много обича да си играе с тях. Държи се добре и с други домашни любимци, но се наблюдават и случаи на властническо държание. Отнася се агресивно към други мъжки кучета от породата си. Отношението към непознати зависи от самия екземпляр – някои са резервирани, други са приятелски настроени. Копаенето е едно от любимите му занимания, което го прави неподходящ за хора с добре поддържана градина.

## Здраве
Представителите на породата живеят между 13 и 16 години. Известни са много болести, засягащи тази порода – катаракт, глаукома, проблеми с щитовидната жлеза, PRA, CMO, припадъци, алергии и много други. Възрастните екземпляри задължително трябва да притежават OFA, CERF и GDC сертификати за здравословно състояние.

### Клубове, асоциации и общества за кеърнтериери
- Американски клуб
- Канадски клуб
- Страница за кеърнтериера в сайта на Британския киноложки клуб
- Южен клуб
- Мидлендски луб
- Северноирландски клуб Архив на оригинала от 2009-04-17 в Wayback Machine.
- Норвежки клуб Архив на оригинала от 2009-04-18 в Wayback Machine.
- Италиански клуб
- Мрежа за спасяване на кеърнтериерите
- Лига за спасяване на кеърнтериерите
- Американска асоциация за спасяване на кеърнтериерите
- Различен поглед въру кеърнтериерите
- Форум за кеърнтериери Архив на оригинала от 2009-08-28 в Wayback Machine.